# Lepidodexia tungurahuensis
Lepidodexia tungurahuensis är en tvåvingeart som beskrevs av Guilherme A.M.Lopes och Tibana 1988. Lepidodexia tungurahuensis ingår i släktet Lepidodexia och familjen köttflugor.
Artens utbredningsområde är Ecuador. Inga underarter finns listade i Catalogue of Life.